# نظارة مصطفى فهمي باشا الأولى
نظارة مصطفى فهمي باشا الأولى هي النظارة الثالثة عشر في مصر، صدر الأمر العالي بتشكيلها في 14 مايو 1891.

## أعضاء الحكومة
| النظارة               | الناظر                                                | تعديلات ديسمبر 1891 |
| --------------------- | ----------------------------------------------------- | ------------------- |
| رئيس مجلس النظار      | مصطفى فهمي باشا                                       |                     |
| ناظر الداخلية         | مصطفى فهمي باشا (إلى جانب منصبه رئيسًا لمجلس النظار)   |                     |
| ناظر المالية          | عبد الرحمن رشدي باشا                                  |                     |
| ناظر الخارجية         | تكران باشا                                            |                     |
| ناظر الحربية والبحرية | يوسف شهدي باشا                                        |                     |
| ناظر الحقانية         | حسين فخري باشا                                        | إبراهيم فؤاد باشا   |
| ناظر الأشغال العمومية | محمد زكي باشا                                         |                     |
| ناظر المعارف          | محمد زكي باشا (إلى جانب منصبه ناظرًا للأشغال العمومية) |                     |

## تعديلات
- في ديسمبر 1891 أسندت وزارة الحقانية إلى إبراهيم فؤاد باشا.[3]

## وصلات داخلية
- قائمة رؤساء مجلس وزراء مصر